# Изложба „Нови чланови” (1980)
Изложба „Нови чланови” се одржала у периоду од 4. до 20. јуна 1980. године у Галерији Удружења ликовних уметника Србије, Масарикова 4.

## Уметнички савет
Радове за изложбу је одабрао Уметнички савет Удружења ликовних уметника Србије у следећем саставу:
- Бранко Миљуш, председник
- Јован Зец, заменик председника
- Живко Ђак
- Марио Ђиковић
- Вера Јосифовић
- Стеван Кнежевић
- Радомир Петровић
- Јован Ракиџић
- Љубинка Савић Граси
- Томислав Тодоровић
- Јелисавета Шобер Поповић

## Излагачи

### Сликари
1. Богдан Антонијевић
2. Светлана Васиљев Радовић
3. Бранко Вељовић
4. Матија Вучићевић
5. Драган Димић
6. Едвина Драговић
7. Предраг Драговић
8. Синиша Жикић
9. Владимир Јанковић
10. Дијана Кожовић
11. Зорица Кушић
12. Димитрије Марић Дишко
13. Петар Марић
14. Зоран Марјановић
15. Миливоје Новковић
16. Славиша Панић
17. Јован Пантић
18. Реља Пенезић
19. Миодраг Петровић
20. Божидар Плазинић
21. Гордана Ристић
22. Владислава Саблић
23. Марија Стошић
24. Предраг Суботић
25. Радован Трнавац
26. Сања Цигарчић
27. Биљана Црнчанин

### Вајари
1. Душан Батес
2. Афродита Благојевић
3. Миомира Благојевић
4. Нада Денић
5. Драгољуб Димитријевић
6. Гордана Каљаловић
7. Миланко Мандић
8. Милан Марковић
9. Дринка Радовановић
10. Балша Рајчевић
11. Мирољуб Стаменковић
12. Милан Станисављевић
13. Душан Суботић
14. Иван Фелкер
15. Невена Хаџи Јованчић

### Графичари
1. Милица Жарковић
2. Милијана Павићевић
3. Љиљана Стојановић
4. Драган Цоха